# ألكسندر سوروس
ألكسندر سوروس (من مواليد 27 أكتوبر 1985) هو فاعل خير أمريكي. وأحد أبناء الملياردير جورج سوروس، وهو رئيس مؤسسة المجتمع المفتوح وأحد القادة العالميين الشباب في المنتدى الاقتصادي العالمي لعام 2018.
ألكسندر سوروس هو ابن الملياردير جورج سوروس وسوزان ويبر. نشأ في كاتونا، نيويورك ولديه أخ أصغر، غريغوري. تخرج في جامعة نيويورك عام 2009، وفي عام 2018 حصل على درجة الدكتوراه في التاريخ من جامعة كاليفورنيا، بيركلي.

## الحياة الشخصية
لدى سوروس منازل في شمال بيركلي ومانهاتن السفلى وجنوب كنسينغتون في لندن.

## روابط خارجية
- مؤسسة ألكسندر سوروس
- مؤسسة المجتمع المفتوح: ألكسندر سوروس